# Müllendorf
Müllendorf (ungarisch Szárazvám, kroatisch Melindorf) ist eine Gemeinde mit 1521 Einwohnern (Stand 1. Jänner 2025) im Bezirk Eisenstadt-Umgebung im Burgenland.

## Geografie
Müllendorf liegt im nördlichen Burgenland nahe der Landeshauptstadt Eisenstadt. Die Gemeinde ist eine Hangsiedlung und breitet sich über den Südhang des Leithagebirges über die Müllendorfer Senke bis zu den Nord- und Westausläufern des Föllig aus. Müllendorf ist der einzige Ort in der Gemeinde.
Nachbargemeinden:
|            | Hornstein                                   |             |
| Steinbrunn | Kompassrose, die auf Nachbargemeinden zeigt |             |
| Zillingtal |                                             | Großhöflein |

## Geschichte
Vor Christi Geburt war das Gebiet Teil des keltischen Königreiches Noricum und gehörte zur Umgebung der keltischen Höhensiedlung Burg auf dem Schwarzenbacher Burgberg.
Während der Römischen Kaiserzeit befand sich ein Vicus an der Stelle des heutigen Müllendorfs. Diese römische Siedlung lag an der Straße zwischen Scarbantia und Carnuntum und gehörte der Provinz Pannonia an. Im Jahr 1879 wurde bei Bauarbeiten der Eisenbahn römische Gräber im Bereich des Bahnhofes gefunden. Im Jahr 2019, kam es während einer archäologischen Notgrabung zur Entdeckung fünf römischer Streifenhäuser, einer römischen Straße und einer römischen Wasserleitung. Im Jahr 2020 fand eine archäologische Forschungsgrabung der Universität Wien heraus, dass im Zentrum des Vicus eine römische Therme lag. Die römische Ansiedlung sowie der römische Friedhof dürften sich demnach ziemlich genau unterhalb des heutigen Ortskerns und des heutigen Friedhofes befinden.
Müllendorf wurde 1271 erstmals urkundlich erwähnt. Im Mittelalter befand sich hier eine Mautstelle. 1569 wurde der Ort als Markt bezeichnet. Zerstörungen gab es in den Jahren 1529, 1532, 1605, 1683 und 1705. Ein Großbrand suchte Müllendorf 1915 heim.
Der Ort gehörte wie das gesamte Burgenland bis 1920/21 zu Ungarn (Deutsch-Westungarn). Seit 1898 musste aufgrund der Magyarisierungspolitik der Regierung in Budapest der ungarische Ortsname Szárazvám verwendet werden.
Nach Ende des Ersten Weltkriegs wurde nach zähen Verhandlungen Deutsch-Westungarn in den Verträgen von St. Germain und Trianon 1919 Österreich zugesprochen. Der Ort gehört seit 1921 zum neu gegründeten Bundesland Burgenland (siehe auch Geschichte des Burgenlandes).

Müllendorf (Mitte oben) um 1873 (Aufnahmeblatt der Landesaufnahme)

Die Ortschaft Müllendorf gehörte mit einigen Unterbrechungen zur Herrschaft Mattersdorf-Forchtenstein. Nach der Abschaffung der Grundherrschaft zählte das Dorf bis zum Jahre 1921 zum Stuhlrichteramt, Gerichtsbezirk und Steuerbezirk Kismarton (Eisenstadt).
Da Müllendorf zwischen den Städten Ödenburg und Wien liegt, wurde es bei sämtlichen kriegerischen Ereignissen stark in Mitleidenschaft gezogen. Der Ort litt nicht nur unter den Türkenkriegen, den Kuruzzeneinfällen, sondern auch unter Brandschatzungen, Truppendurchmärschen, Requirierungen, Seuchen, Mord, Totschlag und Vergewaltigungen während und in der Folge der Kriegszüge.
Im Juni 1915 brach ein verheerendes Feuer aus, das sich innerhalb von wenigen Stunden auf drei Viertel der Gemeinde ausbreitete. Nur wenige Häuser überstanden das Ereignis, wobei einige Bewohner obdachlos waren.
Im Jahr 1917 – während des Ersten Weltkriegs – mussten die Bewohner Getreide, Erdäpfel und Fett abliefern. Weiters wurden bis auf eine alle Glocken der Kirche abmontiert, ebenso die Metallpfeifen der Orgel. Nach dem Kriegsende 1918 kehrten die ungarischen Soldaten, zu denen auch die Müllendorfer zählten, in die Heimat zurück.
Auf der Friedenskonferenz in Paris im Sommer 1919 wurde die Angliederung der westungarischen Gebiete an Österreich in Aussicht gestellt. Das Gebiet sollte im August 1921 an Österreich übergeben werden, doch ungarische Freischärler stellten sich dem entgegen.
Am 15. April 1945 – noch während des Zweiten Weltkriegs – wurde ein provisorischer Bürgermeister eingesetzt, der sich auch mit den russischen Soldaten verständigen konnte. Nach dem Kriegsende am 8. Mai 1945 beruhigte sich die Lage ein wenig. Der Durchzug der Nachschubtruppen nahm ein Ende.
In der zweiten Hälfte des Jahres 1945 nahm die Heimkehr der Kriegsgefangenen zu.

## Kultur und Sehenswürdigkeiten

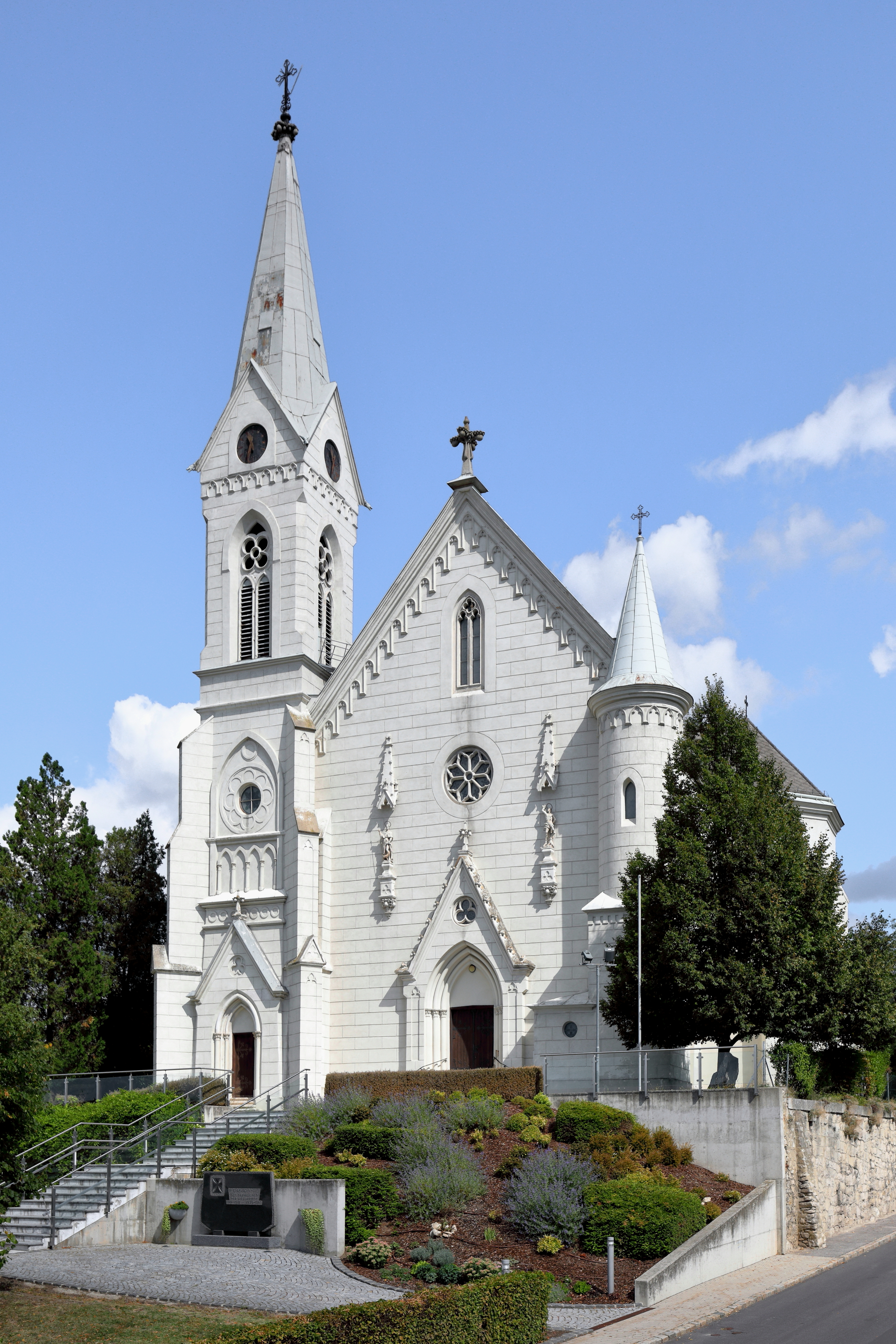
Pfarrkirche Müllendorf

- katholische Pfarrkirche Müllendorf
- Johannes-Nepomuk-Kapelle aus dem 18. Jahrhundert

## Wirtschaft und Infrastruktur
Im Gemeindegebiet befinden sich bedeutende Kreide-Vorkommen, mit 17 Mio. Jahren das jüngste Europas, die Mühlendorfer Kreidefabrik und eine PET-Recyclinganlage.
2015 übersiedelte die Erste österreichische Turn und Sportgerätefabrik J. Plaschkowitz (Marken Platurn und für Akustikwände und -decken Atmos) von Wiener Neudorf nach Müllendorf um die 
Produktion zu modernisieren. Nach Verdopplung des Holzpreises im Zuge der COVID19-Pandemie meldete die 32-Mitarbeiter-Tischlerei im November 2021 Insolvenz an.

## Politik

### Gemeinderat

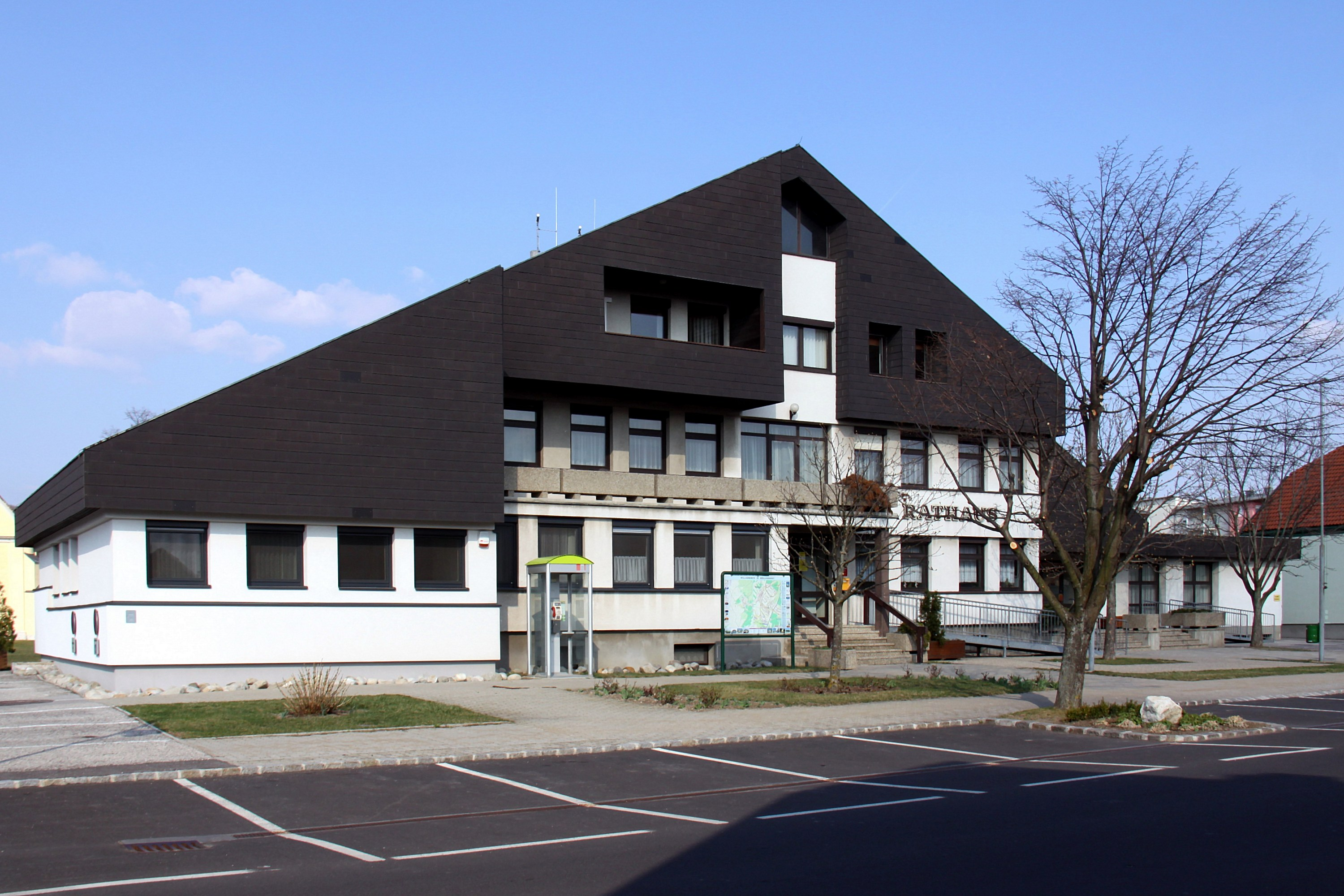
Rathaus in Müllendorf

Der Gemeinderat umfasst aufgrund der Einwohnerzahl insgesamt 19 Mitglieder.
| Partei          | 2022             | 2022             | 2022             | 2017             | 2017             | 2017             | 2012             | 2012             | 2012             | 2007             | 2007             | 2007             | 2002             | 2002             | 2002             | 1997             | 1997             | 1997             |
| Partei          | Sti.             | %                | M.               | Sti.             | %                | M.               | Sti.             | %                | M.               | Sti.             | %                | M.               | Sti.             | %                | M.               | Sti.             | %                | M.               |
| --------------- | ---------------- | ---------------- | ---------------- | ---------------- | ---------------- | ---------------- | ---------------- | ---------------- | ---------------- | ---------------- | ---------------- | ---------------- | ---------------- | ---------------- | ---------------- | ---------------- | ---------------- | ---------------- |
| SPÖ             | 427              | 48,41            | 10               | 519              | 55,69            | 11               | 495              | 56,38            | 11               | 517              | 59,02            | 12               | 480              | 53,33            | 10               | 313              | 39,32            | 6                |
| ÖVP             | 331              | 37,53            | 7                | 287              | 30,79            | 6                | 243              | 27,68            | 5                | 339              | 38,70            | 7                | 420              | 46,67            | 9                | 417              | 52,39            | 8                |
| Grüne           | 76               | 8,62             | 1                | 39               | 4,18             | 0                | nicht kandidiert | nicht kandidiert | nicht kandidiert | nicht kandidiert | nicht kandidiert | nicht kandidiert | nicht kandidiert | nicht kandidiert | nicht kandidiert | nicht kandidiert | nicht kandidiert | nicht kandidiert |
| Bl A1           | 48               | 5,44             | 1                | 87               | 9,33             | 2                | 140              | 15,95            | 3                | nicht kandidiert | nicht kandidiert | nicht kandidiert | nicht kandidiert | nicht kandidiert | nicht kandidiert | nicht kandidiert | nicht kandidiert | nicht kandidiert |
| FBL             | nicht kandidiert | nicht kandidiert | nicht kandidiert | nicht kandidiert | nicht kandidiert | nicht kandidiert | nicht kandidiert | nicht kandidiert | nicht kandidiert | 20               | 2,28             | 0                | nicht kandidiert | nicht kandidiert | nicht kandidiert | nicht kandidiert | nicht kandidiert | nicht kandidiert |
| FPÖ             | nicht kandidiert | nicht kandidiert | nicht kandidiert | nicht kandidiert | nicht kandidiert | nicht kandidiert | nicht kandidiert | nicht kandidiert | nicht kandidiert | nicht kandidiert | nicht kandidiert | nicht kandidiert | nicht kandidiert | nicht kandidiert | nicht kandidiert | 66               | 8,29             | 1                |
| Wahlberechtigte | 1239             | 1239             | 1239             | 1290             | 1290             | 1290             | 1156             | 1156             | 1156             | 1129             | 1129             | 1129             | 1073             | 1073             | 1073             | 999              | 999              | 999              |
| Wahlbeteiligung | 77,72 %          | 77,72 %          | 77,72 %          | 77,52 %          | 77,52 %          | 77,52 %          | 82,70 %          | 82,70 %          | 82,70 %          | 85,03 %          | 85,03 %          | 85,03 %          | 90,49 %          | 90,49 %          | 90,49 %          | 86,59 %          | 86,59 %          | 86,59 %          |

### Gemeindevorstand
[veraltet]Neben Bürgermeister Werner Huf (SPÖ) und Vizebürgermeisterin Monika Teubenbacher-Schriefl (öVP) gehören weiters Rosemarie Harter (SPÖ) und Norbert Rauhofer (SPÖ) und Rudolf Buchinger (ÖVP)dem Gemeindevorstand an.
Gemeindekassier ist Beatrix Hofer (SPÖ) und Umweltgemeinderat ist Oliver Ertl (GRÜNE).

### Bürgermeister
Bürgermeister ist Werner Huf (SPÖ), der 2007 die Nachfolge von Alfred Schlögl (ÖVP), der seit 1992 der Gemeinde vorstand, angetreten hatte. Bei der Bürgermeisterdirektwahl 2017 konnte sich Huf im ersten Durchgang mit 62,58 % der Stimmen durchsetzen und seine beiden Mitbewerber Berthold Pavitsich (ÖVP) und Eva Ackerl (Bi), die es auf 29,65 % bzw. 7,77 % brachten, distanzieren.
Bei der Wahl 2022 wurde Werner Huf mit 50,81 Prozent der Stimmen im ersten Wahlgang als Bürgermeister bestätigt.

### Chronik der Bürgermeister
- 1947–1963 Franz Tschögl (ÖVP)
- 1963–1964 Josef Ringhofer
- 1964–1992 Josef Harter sen. (SPÖ)
- 1992–2007 Alfred Schlögl (ÖVP)
- seit 2007 Werner Huf (SPÖ)

### Städtepartnerschaften
Eine Partnerschaft besteht mit der Marktgemeinde Sankt Veit im Pongau.

## Persönlichkeiten
- Michael Buchinger (* 1992), YouTuber und Kolumnist, in Müllendorf aufgewachsen
- Franz Ringhoffer (1744–1827), Unternehmer und Stammvater der Ringhoffer-Dynastie, Gründer der Ringhoffer-Werke
- Franz Tschögl (1914–1981), Politiker und Landwirt